# Бибишки
Бибишки — деревня в Смоленской области России, в Сафоновском районе. Население — 16 жителей (2007 год) . Расположена в центральной части области в 7 км к юго-востоку от города Сафонова, в 12 км южнее автодороги М1 «Беларусь», в 5 км восточнее автодороги Р137 Сафоново — Рославль, на правом берегу реки Вопец. Входит в состав Барановского сельского поселения.

## История
В годы Великой Отечественной войны деревня была оккупирована гитлеровскими войсками в сентябре 1941 года, освобождена в 1943 году..